# مسابقات فوتبال زیر ۱۶ سال آسیا ۲۰۱۶
مسابقات فوتبال زیر ۱۶ سال آسیا ۲۰۱۶ (انگلیسی: 2016 AFC U-16 Championship) از تاریخ ۲۵ شهریور تا ۸ مهر ۱۳۹۵ به میزبانی کشور هند برگزار شد.
در این مسابقات عراق قهرمان و ایران نایب قهرمان شد.
۴ تیم برتر رقابت‌ها (عراق، ایران، ژاپن و کره شمالی) سهمیه حضور در جام جهانی فوتبال زیر ۱۷ سال ۲۰۱۷ در هند را کسب کردند.

## مسابقات
۱۶ تیم شرکت کننده در رقابتهای قهرمانی نوجوانان آسیا ۲۰۱۶ در ۴ گروه ۴ تیمی به شرح زیر به رقابت پرداختند.
گروه A: هند، ایران، عربستان و امارات
گروه B: استرالیا، ژاپن، ویتنام و قرقیزستان
گروه C: کره جنوبی، مالزی، عمان و عراق
گروه D: کره شمالی، ازبکستان، تایلند و یمن